# Mistrzostwa Ameryki Południowej w Zapasach 1985
II Mistrzostwa rozegrano w dniu 13 kwietnia 1985 w Santiago.

## Tabela medalowa
Gospodarz zawodów został zaznaczony kolorem.
| Poz.  | Państwo  |    |    |    | Łącznie |
| ----- | -------- | -- | -- | -- | ------- |
| 1.    | Peru     | 14 | 2  | 2  | 16      |
| 2.    | Chile    | 4  | 10 | 5  | 19      |
| 3.    | Brazylia | 2  | 8  | 4  | 14      |
| 4.    | Boliwia  | 0  | 0  | 1  | 1       |
| Razem | Razem    | 20 | 20 | 12 | 52      |

## Wyniki

### W stylu klasycznym
| Waga    | złoty               | srebrny                | brązowy                 |
| ------- | ------------------- | ---------------------- | ----------------------- |
| 48 kg   | Willi Cortes        | Luis Barras            | ----                    |
| 52 kg   | Hugo Mora           | Jorge de Gatica        | Antonio Claudio Gomes   |
| 57 kg   | Luis Guevara        | Jose Vicente da Silva  | Julio Arriola           |
| 62 kg   | Marcelo Eastman     | Roberto Gonzalez       | ----                    |
| 68 kg   | Iván Valladares     | Laerte Barcellos       | Patricio Navarrete      |
| 74 kg   | Pedro Murillo       | Oscar Mondaca          | Gilberto Arbues Ribeiro |
| 82 kg   | Roberto Neves Filho | Félix Isisola          | Jorge Ascui             |
| 90 kg   | Teobaldo Diaz       | Jose de Aliveira       | ----                    |
| 100 kg  | Joaquin Marambio    | Fernando Nogueira Rosa | Raúl Carranza           |
| +100 kg | Miguel Zambrano     | Maximo Franco          | ----                    |

### W stylu wolnym
| Waga    | złoty            | srebrny                | brązowy                 |
| ------- | ---------------- | ---------------------- | ----------------------- |
| 48 kg   | Willi Cortes     | Luis Barras            | ----                    |
| 52 kg   | Hugo Mora        | Jorge de Gatica        | Antonio Claudio Gomes   |
| 57 kg   | Luis Guevara     | Jose Vicente da Silva  | Carlos Rivra            |
| 62 kg   | Roberto Gonzalez | Jaime Fuentes          | ----                    |
| 68 kg   | Iván Valladares  | Laerte Barcellos       | Alejandro Guevara       |
| 74 kg   | Pedro Murillo    | Oscar Mondaca          | Gilberto Arbues Ribeiro |
| 82 kg   | Félix Isisola    | Roberto Neves Filho    | Patricio del Pino       |
| 90 kg   | Jose de Aliveira | Teobaldo Diaz          | ----                    |
| 100 kg  | Joaquin Marambio | Fernando Nogueira Rosa | Raúl Carranza           |
| +100 kg | Miguel Zambrano  | Maximo Franco          | ----                    |